# ویسکاس
ویسکاس (انگلیسی: Whiskas) شرکت صنایع غذایی و غذای حیوانات خانگی آمریکایی است، که در سال ۱۹۳۶ تأسیس و هم‌اکنون زیرمجموعه‌ای از شرکت مارس اینکورپوریتد می‌باشد.